# Sam Houston
Samuel Houston (2. marts 1793 – 26. juli 1863) var en amerikansk statsmand, politiker og soldat. Selv om han var født i Virginia var en nøglefigur i Texas's tidlige historie, inklusiv en periode som præsident for Republikken Texas, senator for Texas efter staten sluttede sig til Unionen, og til sidst som guvernør. 